# باشکند
باشکند یکی از روستاهای استان آذربایجان شرقی است که در دهستان عباس غربی بخش تیکمه‌داش شهرستان بستان‌آباد واقع شده‌است.این روستا بسیار کوچک است و مشکل آبراهی دارد این روستا روستای بدون دخانیات شناخته میشود. این روستا ۲۷۳ نفر جمعیت دارد.